# Campeonato de Wimbledon 2011
El Campeonato de Wimbledon de 2011 se llevó a cabo en el All England Lawn Tennis and Croquet Club en Wimbledon, Inglaterra, entre el 20 de junio y el 3 de julio de 2011. Esta fue la 125.ª edición del torneo, que forma parte del Grand Slam de tenis.

## Campeones

### Sénior

#### Individuales masculino
Novak Djokovic vence a  Rafael Nadal 6-4, 6-1, 1-6, 6-3

#### Individuales femenino
Petra Kvitova vence a  María Sharápova 6-3, 6-4

#### Dobles masculino
Bob Bryan /  Mike Bryan vencen a  Robert Lindstedt /  Horia Tecău 6-3, 6-4, 7-6(2)

#### Dobles femenino
Kveta Peschke /  Katarina Srebotnik vencen a  Sabine Lisicki /  Samantha Stosur 6-3, 6-1

#### Dobles mixtos
Jurgen Melzer /  Iveta Benesova vencen a  Mahesh Bhupathi /  Yelena Vesnina 6-3, 6-2

### Junior

#### Individuales masculino
Luke Saville vence a  Liam Broady 2-6, 6-4, 6-2

#### Individuales femenino
Ashleigh Barty vence a  Irina Khromacheva 7-5, 7-6(3)

#### Dobles masculinos
George Morgan /  Mate Pavić vencen a  Oliver Golding /  Jiří Veselý 3-6, 6-4, 7-5

#### Dobles femenino
Eugénie Bouchard /  Grace Min vencen a  Demi Schuurs /  Tang Haochen 5-7, 6-2, 7-5

## Sistema de puntuación ATP

### Seniors
| Etapa                      | Individuales masculino | Dobles masculino | Individuales femenino | Dobles femenino |
| -------------------------- | ---------------------- | ---------------- | --------------------- | --------------- |
| Campeón                    | 2000                   | 2000             | 2000                  | 2000            |
| Finalista                  | 1200                   | 1200             | 1400                  | 1400            |
| Semifinales                | 720                    | 720              | 900                   | 900             |
| Cuartos de final           | 360                    | 360              | 500                   | 500             |
| 4.ª ronda                  | 180                    | 180              | 280                   | 280             |
| 3.ª ronda                  | 90                     | 90               | 160                   | 160             |
| 2.ª ronda                  | 45                     | 0                | 100                   | 5               |
| 1.ª ronda                  | 10                     | –                | 5                     | –               |
| Clasificados               | 25                     | 25               | 60                    | 48              |
| 3.ª ronda de clasificación | 16                     | –                | 50                    |                 |
| 2.ª ronda de clasificación | 8                      | –                | 40                    |                 |
| 1.ª ronda de clasificación | 0                      | –                | 2                     |                 |

### Junior points
| Etapa                                      | Individuales masculinos | Individuales femenino | Dobles masculino | Dobles femenino |
| ------------------------------------------ | ----------------------- | --------------------- | ---------------- | --------------- |
| Campeón                                    | 250                     | 250                   | 180              | 180             |
| Finalista                                  | 180                     | 180                   | 120              | 120             |
| Semifinales                                | 120                     | 120                   | 80               | 80              |
| Cuartos de final                           | 80                      | 80                    | 50               | 50              |
| 2.ª ronda                                  | 50                      | 50                    | 30               | 30              |
| 1.ª ronda                                  | 30                      | 30                    | –                | –               |
| Clasificados que perdieron en la 1.ª ronda | 25                      | 25                    |                  |                 |
| Última ronda de clasificación              | 20                      | 20                    |                  |                 |